# Goa

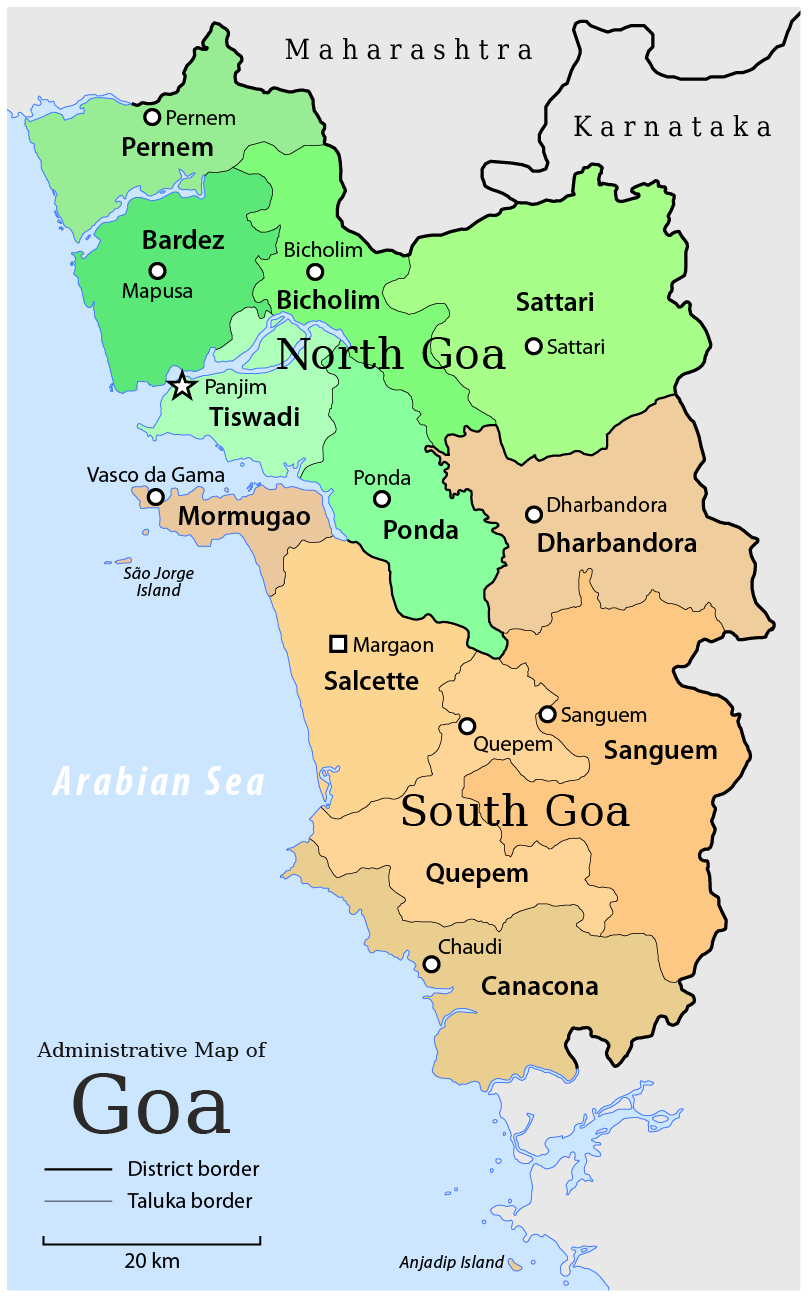
Mappa dello Stato di Goa. I diversi colori evidenziano i comuni (detti talukas) e i rispettivi capoluoghi.

Goa (konkani: गोंय goṃya; marathi: गोवा govā; portoghese: Goa) è il più piccolo Stato federato dell'India in termini di superficie e il quart'ultimo in termini di popolazione dopo Sikkim, Mizoram e Arunachal Pradesh. Si trova sulla costa occidentale dell'India, nella regione nota come Konkan, e confina con il Maharashtra a nord, con il Karnataka a est e a sud, mentre a ovest si affaccia sul mar Arabico.
 
I portoghesi giunsero a Goa come mercanti all'inizio del XVI secolo, la conquistarono nel giro di pochi anni e la regione fece parte dell'Impero portoghese per circa 450 anni. Fu uno dei più antichi e duraturi domini coloniali della storia, finché fu occupata dall'India nel 1961.
La capitale dello Stato è Panaji, mentre Mormugao (un tempo nota come Vasco da Gama) ne è la città più popolosa. La capitale economica è considerata Margao, antica città che presenta numerose tracce della colonizzazione portoghese. Rinomata per le spiagge e per l'architettura coloniale portoghese, Goa è visitata ogni anno da centinaia di migliaia di turisti indiani e stranieri. Il territorio, ricco di flora e fauna, si trova nella regione dei Ghati occidentali, considerata uno dei 21 punti caldi di biodiversità del mondo. L'aeroporto di Dabolim, l'unico presente nello Stato, è sia militare sia civile e si trova nei pressi di Mormugao.

Tra i vari piatti tipici della raffinata cucina goana vi è il vindaloo. Lo Stato ha dato il nome al sottogenere musicale Goa trance (o più comunemente soltanto goa), nato qui alla fine degli anni 1980 a partire dalla scoperta della techno da parte degli hippie giunti negli anni sessanta-settanta.

## Origine del nome
Il nome "Goa" è portoghese, ma la sua origine precisa non è chiara. Potrebbe derivare dalla parola konkani goy, che significa mazzo di erbe alte. Il poema epico indiano Mahābhārata si riferisce a questa zona chiamandola Goparashtra o Govarashtra, che significa "nazione di mandrie di mucche". I nomi Gopakapuri o Gopakapattanam furono usati in alcuni antichi testi in sanscrito e in altri sacri testi indù, come l'Harivansa e lo Skanda Purāṇa. Goa è anche conosciuta come Gomanchala, Gove, Govapuri, Gopakpattan, Gomantak e Gomant, altri nomi che compaiono in iscrizioni e testi come il Purāṇa.
Nel III secolo a.C. Goa era conosciuta come Aparantha ed è menzionata dal geografo greco Tolomeo. Alcuni altri nomi storici per Goa sono Sindapur, Sandabur e Mahassapatam.

## Storia

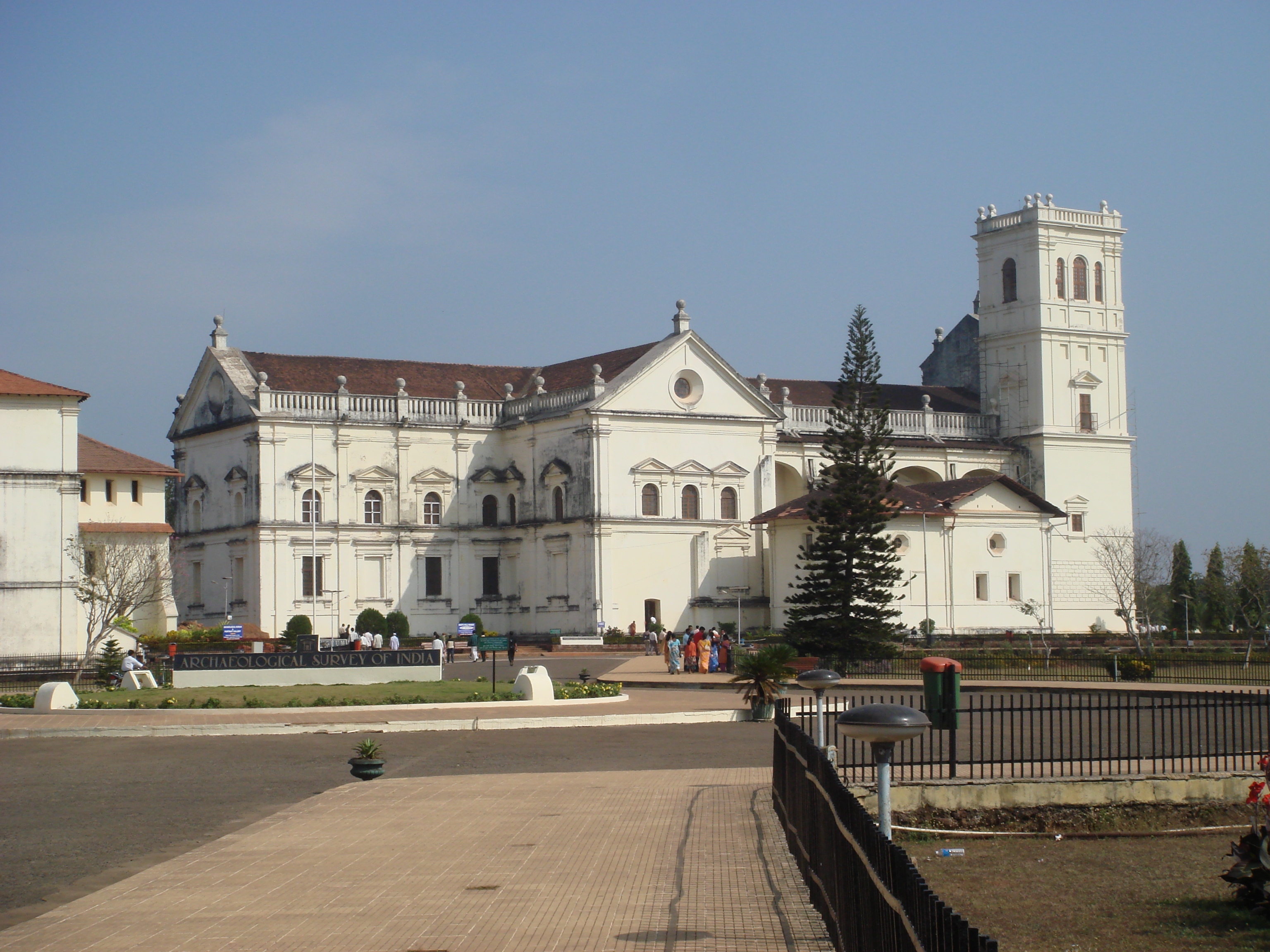
La chiesa di Santa Caterina a Goa Velha, mirabile esempio di architettura coloniale portoghese

La storia conosciuta di Goa parte dal III secolo a.C., quando faceva parte dell'Impero Maurya. Fu poi governata tra il II secolo a.C. e il II secolo d.C. dalla dinastia Satavahana di Kolhapur. A partire dal 150 si succedettero le satrapie occidentali, cui subentrarono i governanti Ahir del Maharashtra e gli Yadav del Gujarat. Entrò quindi a far parte dell'Impero Chalukya occidentale, che la controllò dal 580 al 750. Venne poi governata dai Silhara, dai Kadamba e dalla dinastia Chalukya occidentale dell'altopiano del Deccan.
Nel 1312 Goa passò sotto il governo del Sultanato di Delhi, un debole Stato che fu sottomesso nel 1370 da Harihara I, fondatore dell'Impero di Vijayanagara. Rimase sotto il controllo dell'impero fino al 1469, quando se ne appropriò il Sultanato di Bahmani di Gulbarga. Dopo la caduta di tale sultanato, l'area cadde nelle mani di ʿĀdil Shāhī, sultano di Bijapur, che stabilì la capitale nella città conosciuta oggi come Goa Velha (Goa Vecchia). Nel 1510 i portoghesi sconfissero i re di Bijapur con l'aiuto degli alleati locali Timayya e fondarono un insediamento stabile a Goa Velha.

Stemma di Goa come possedimento portoghese (1675)

Gli europei incoraggiarono la conversione al Cattolicesimo, spesso attraverso misure repressive che costrinsero una parte consistente della popolazione a convertirsi. Le ripetute guerre dei portoghesi con i Maratha e con i sultani del Deccan, assieme alle loro repressioni religiose, portarono a una forte emigrazione di goani verso le regioni confinanti.
Nel 1843 la capitale fu portata da Goa Vecchia a Panaji. Verso la metà dell'Ottocento l'area della colonia si era espansa fino a comprendere quasi tutto l'odierno territorio di Goa. In quel periodo i portoghesi persero alcuni possedimenti nel sub-continente indiano e, quando vennero tracciati i confini dell'India portoghese, Goa rappresentava la maggior parte del territorio.
Dopo che l'India guadagnò l'indipendenza dalla Gran Bretagna nel 1947, il Portogallo rifiutò di negoziare il trasferimento dei propri territori coloniali sotto la sovranità dello Stato indiano. Il 12 dicembre 1961, con l'operazione Vijay dell'esercito indiano, Goa fu occupata e annessa all'Unione indiana. Assieme a Daman e Diu divenne un cosiddetto "territorio dell'Unione" indiana. Il 30 maggio 1987 Goa divenne il venticinquesimo Stato indiano, mentre Daman e Diu rimasero territori dell'Unione.

## Geografia e clima
Goa ricopre un'area di 3702 km² (1 430 miglia quadrate). Si trova tra le latitudini nord 14°53'54" e 15°40'00" e le longitudini est 73°40'33" e 74°20'13". Le sue spiagge fanno parte della lunga costa di Konkan, una depressione formatasi sul lato occidentale della catena montuosa dei Ghati occidentali, che separa Goa dall'Altopiano del Deccan. Il punto più elevato si trova a Sonsogor, con un'altitudine di 1167 m s.l.m., e la costa misura 101 km.
I fiumi principali sono il Mandovi, lo Zuari, il Terekhol, il Chapora e il Sal. Il comune di Mormugao, sulla foce del fiume Zuari, è uno dei maggiori porti naturali dell'Asia meridionale. Lo Zuari e il Mandovi garantiscono allo Stato le principali fonti di sostentamento. Nella costa sono presenti più di quaranta estuari e otto isole marine, mentre nei fiumi vi sono altre novanta isole. I fiumi di Goa sono navigabili per 253 km. Nel territorio sono stati scavati oltre trecento stagni di irrigazione durante il dominio della dinastia Kadamba e vi sono circa un centinaio di località termali.
La maggior parte del terreno è composto da laterite, ricca di ossido di ferro e alluminio di colore rossiccio. Il suolo non roccioso è per lo più di tipo alluvionale, composto da limo ed è ricco di minerali e humus, che lo rendono molto fertile. Alcune delle rocce più antiche del subcontinente indiano si trovano a Goa, tra le località di Molem e Anmod, al confine con il Karnataka. Tali rocce sono classificate come gneiss di circa 3 600 milioni di anni fa, datate dal rubidio con metodo di datazione radiometrica e un campione è esposto all'Università di Goa.
Trovandosi nella zona tropicale e vicino al mare Arabico, Goa ha un clima caldo e umido per la maggior parte dell'anno. Il mese di maggio è il più caldo, le temperature possono superare i 35 °C (95 °F) e vi è un'alta percentuale di umidità. I monsoni arrivano all'inizio di giugno e aiutano ad alleviare la calura. La maggior parte delle precipitazioni atmosferiche è costituita da queste piogge torrenziali che durano fino alla fine di settembre.
La breve stagione temperata dura dalla metà di dicembre fino a febbraio. Questi mesi sono costituiti da notti fresche con temperature attorno ai 20 °C e giorni caldi sui 29 °C con umidità moderata. Più verso l'interno, a causa dell'altitudine, le notti sono leggermente più fresche. Nel marzo del 2008 vi furono forti piogge e venti, e per la prima volta in 29 anni si è vista la pioggia nel mese di marzo.

## Suddivisioni
Lo Stato si divide nei due distretti di Goa Nord e Goa Sud. Panaji, la capitale dello Stato, è anche il capoluogo del distretto del nord, mentre Margao lo è di quello del sud. Ogni distretto è governato da un amministratore distrettuale delegato dal governo indiano.
I distretti sono divisi in undici comuni, localmente detti taluka. I comuni di Goa Nord sono Bardez, Bicholim, Pernem, Ponda, Sattari e Tiswadi, quelli di Goa Sud sono Canacona, Mormugao, Quepem, Salcete e Sanguem. Capoluoghi dei rispettivi comuni sono Mapusa, Bicholim, Pernem, Ponda, Valpoy, Panjim, Chaudi, Vasco, Quepem, Margao e Sanguem.
I cittadini di Goa hanno diritto a essere rappresentati nella Lok Sabha, la camera bassa del Parlamento indiano, da due delegati, uno per ogni distretto, e da uno solo nella Rajya Sabha, la camera alta.

### Città principali
Di seguito la tabella delle città più popolose di Goa, secondo il censimento del 2001:
|   | Città     | Popolazione |    | Città           | Popolazione |
| - | --------- | ----------- | -- | --------------- | ----------- |
| 1 | Mormugao  | 97 085      | 6  | Ponda           | 17 688      |
| 2 | Margao    | 78 393      | 7  | Cuncolim        | 15 848      |
| 3 | Panaji    | 58 785      | 8  | Calangute       | 15 766      |
| 4 | Mapusa    | 40 122      | 9  | Sancoale        | 15 605      |
| 5 | Curchorem | 21 398      | 10 | Penha de França | 15 375      |

## Flora e fauna
La foresta a Goa si estende per 1424 km², la maggior parte dei quali è di proprietà del governo centrale indiano. I possedimenti governativi forestali sono stimati in 1224,38 km² mentre quelli privati in 200 km². La maggior parte delle foreste dello Stato si trovano all'interno, nelle regioni orientali di Goa, sulle pendici dei Ghati occidentali, riconosciuti come uno dei 21 hotspot di biodiversità del mondo. Nel numero di febbraio del 1999 del National Geographic Magazine, Goa fu paragonata all'Amazzonia e al Bacino del Congo in termini di biodiversità tropicale.
Nello Stato sono state documentate più di 1 512 specie di piante, oltre 275 specie di uccelli e oltre 60 generi di rettili. Il mammifero simbolo dello Stato di Goa è il gaur, l'uccello è il passero giallo dalla gola color rubino, che è una variante specifica del bulbul dalla cresta nera, e l'albero è l'asan.
I più importanti prodotti della foresta sono le canne di bambù, le cortecce di alcuni alberi e la garcinia indica, un frutto simile al mangostano. Le palme da cocco sono ovunque così come la vegetazione decidua composta da alberi di teak, sal, anacardo e mango. Tra i frutti più diffusi vi sono il jackfruit, il mango e l'ananas.

## Economia
| Prodotto Interno lordo (in milioni di rupie) |        |
| Anno                                         | GSDP   |
| 1980                                         | 3 980  |
| 1985                                         | 6 550  |
| 1990                                         | 12 570 |
| 1995                                         | 33 190 |
| 2000                                         | 76 980 |

Spiaggia di Colva

Il P.I.L. di Goa per il 2004 è stato stimato in 3 miliardi di dollari. Goa è uno degli Stati indiani più ricchi con il secondo reddito pro capite più elevato pari a due volte e mezzo quello medio del paese, e uno dei tassi più veloci di crescita: 8,23% (circa all'anno dal 1990 al 2000).
Il turismo è l'attività economica più importante di Goa: qui arriva il 12% del totale dei turisti stranieri in India. Le principali stagioni turistiche sono l'inverno e l'estate. Durante l'inverno, i turisti stranieri (principalmente europei) si recano a Goa per approfittare dello splendido clima. In estate (che a Goa corrisponde alla stagione delle piogge), sono invece i turisti del resto dell'India a venire a passare le vacanze. I soggiorni avvengono perlopiù nell'area costiera di Goa, mentre le presenze turistiche nell'entroterra sono scarse. Nel 2004, più di due milioni di turisti hanno visitato Goa, 400 000 dei quali stranieri.
Il territorio lontano dalla costa è ricco di minerali e le miniere costituiscono la seconda attività economica più importante dello Stato. Le più importanti sono quelle di ferro, bauxite, manganese, ghiaia, calcare e silice. Dal porto di Mormugao sono state spedite 31,69 milioni di tonnellate nei cargo del 2004, e circa il 39% delle esportazioni di ferro dell'India intera. Le maggiori industrie del ferro della zona sono la Sesa Goa (ora posseduto da Vedanta) e la Dempo.
L'attività di estrazione del ferro si svolge in modo non regolamentato e sta mettendo in serio pericolo l'equilibrio delle foreste di Goa e la salute della popolazione locale. Le industrie metallurgiche estraggono illegalmente in alcune aree senza i permessi necessari.
L'agricoltura ha avuto un'importanza rilevante a partire dagli anni settanta e offre ora lavoro part-time a buona parte della popolazione. Il riso è il prodotto agricolo principale, seguito dall'areca, l'anacardio e il cocco. La pesca offre lavoro a circa quarantamila goani, sebbene si sia registrato un declino nel settore sia per la diminuzione del pescato, sia per l'aumento della pesca su scala industriale.
Industrie di media dimensione producono fitofarmaci, fertilizzanti, pneumatici, tubi, canne da pesca, tessuti, acciaio, scarpe, altro materiale della chimica e della farmaceutica. Importanti sono le aziende che lavorano e inscatolano i prodotti del grano, la frutta e la birra.
Le Zuari Industries (reddito lordo del 2005 pari a 36 302 milioni di rupie) e la Sesa Goa (reddito lordo del 2005 pari a 17 265 milioni di rupie) sono due S&P CNX 500 conglomerati industriali che hanno uffici a Goa. Il governo di Goa ha deciso di non concedere più nel territorio le Zone Economiche Speciali (ZES), in forte contrasto a quanto succede in altri Stati dell'India. Le ZES garantivano proventi e favorivano la creazione di posti di lavoro per la popolazione locale, in virtù della bassa tassazione rispetto alle aree non speciali. Nel 2007 erano rimaste 16 aree ZES a Goa. La decisione è stata presa dal governo locale in seguito alla forte opposizione alle ZES da parte dei partiti politici locali e della Chiesa cattolica.
Goa è anche nota per i costi contenuti dei liquori dovuti alla tassazione bassa sull'alcool. Un'altra grossa fonte di reddito per lo Stato è costituita dalle rimesse dei cittadini che lavorano all'estero e inviano denaro alle loro famiglie.

## Infrastrutture e trasporti

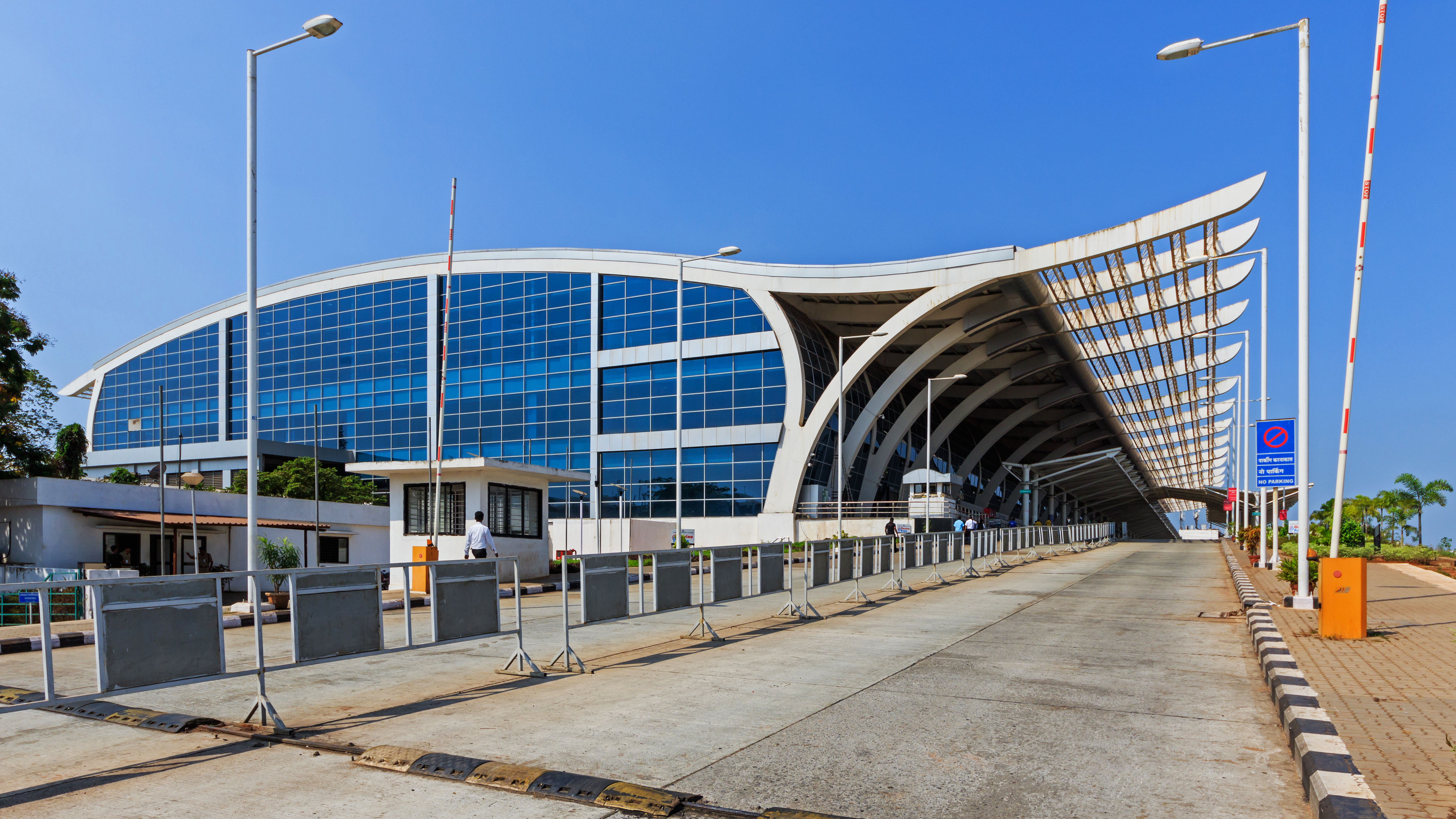
L'aeroporto di Dabolim

L'aeroporto di Dabolim, l'unico di Goa, è sia militare sia civile e vi fanno scalo voli nazionali e internazionali. Oltre ai voli di linea, l'aeroporto ha diversi voli charter. Tra le destinazioni internazionali vi sono Dubai, Sharjah e Al-Kuwait nel Medio Oriente e Inghilterra, Germania e Russia durante la stagione turistica. Il Dabolim è servito dalle seguenti compagnie aeree: Air India, Air Deccan, GoAir, SpiceJet, oltre a voli charter della Thomas Cook e altre compagnie private.
Il trasporto pubblico è fornito per lo più da bus di compagnie private che collegano le principali città dello Stato alle aree rurali. Gli autobus del governo, della Kadamba Transport Corporation, collegano le strade di maggior percorrenza con alcune remote parti dello Stato. Nelle maggiori città, come Panaji e Margao, c'è anche un servizio di bus cittadini. Il trasporto pubblico a Goa è poco sviluppato e i residenti dipendono fortemente dai propri mezzi di trasporto, di solito motociclette. Le due autostrade che attraversano lo Stato sono la NH-17, che corre lungo la costa ovest dell'India e collega Goa a Bombay verso nord e a Mangalore verso sud, e la NH-4A, che attraversa lo Stato verso est e collega la capitale Panaji a Belgaum e alle città del Deccan. La NH-17A collega la NH-17 al porto di Mormugao da Cortalim, e la nuova NH-17B, una volta completata, sarà un'autostrada a quattro corsie che collegherà il porto di Mormugao alla NH-17 e a Verna, passando per l'aeroporto di Dabolim. Goa ha un totale di 224 km di autostrade, 232 km di strade statali e 815 km di strade distrettuali.

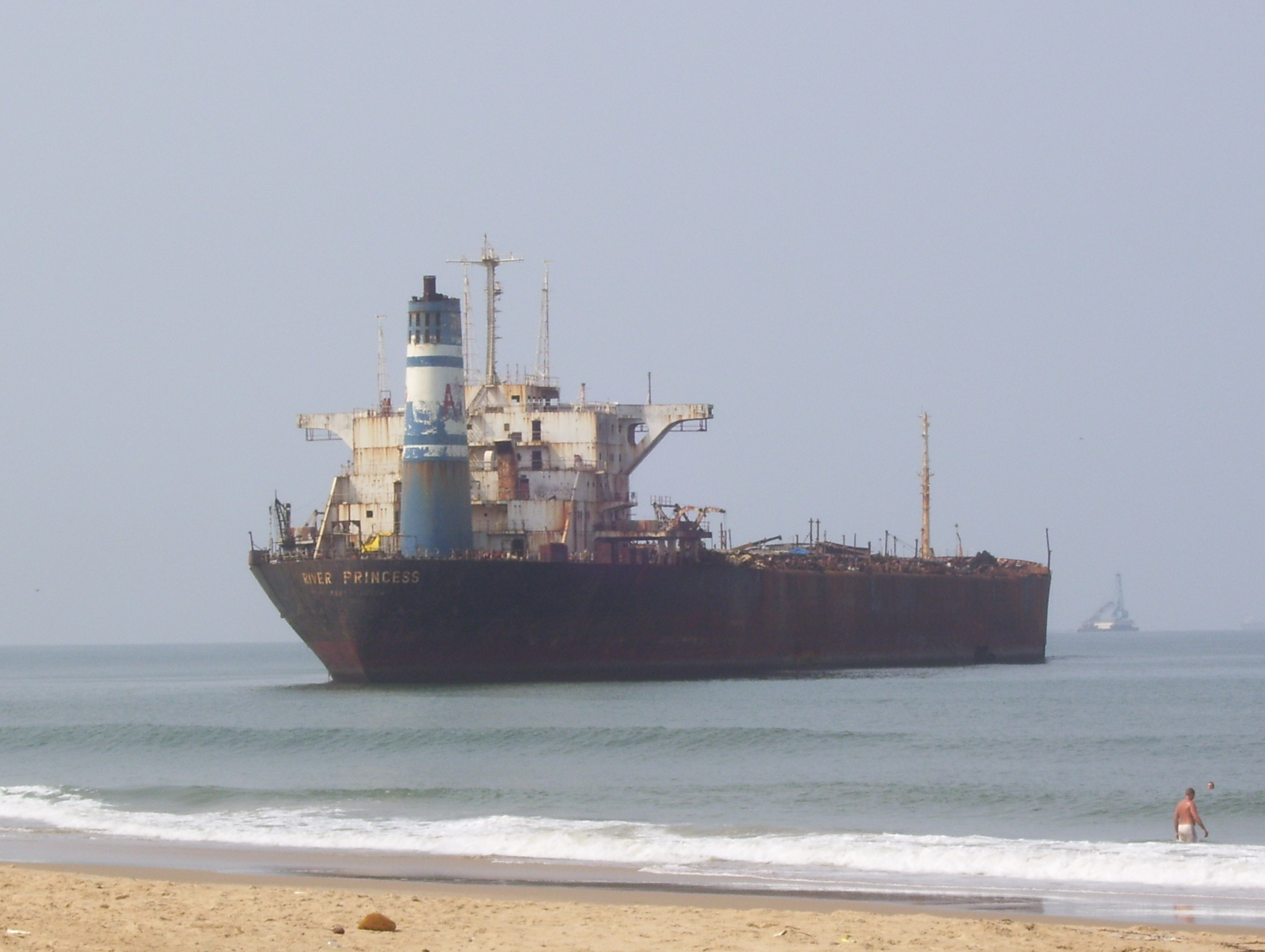
Il cargo River Princess nei pressi della spiaggia di Candolim

Altre forme di trasporto a noleggio includono i taxi senza tassametro e, nelle aree urbane, gli autorisciò. Una forma di trasporto tipica di Goa sono i mototaxi, guidati da motociclisti chiamati localmente "pilots", che possono trasportare un singolo passeggero per volta. Le corse sono di solito negoziate prima e dopo il viaggio (conviene chiedere ai locali sul corretto costo del viaggio prima di negoziare). In alcuni fiumi sono in servizio traghetti operati dai dipartimenti per la navigazione dei fiumi. Goa ha due linee ferroviarie, una gestita dalla South Western Railway e l'altra dalla Konkan Railway. La linea gestita dalla South Western Railway fu costruita durante l'epoca coloniale per collegare la città portuale di Mormugao a Hubli, in Karnataka, via Margao. La linea gestita dalla Konkan Railway, che fu costruita durante gli anni novanta, corre parallela alla costa, collegando Mumbai alla costa di Malabar.
Dal porto di Mormugao vengono spediti tramite container minerali, petrolio, carbone e altri materiali. La maggior parte delle spedizioni consiste in minerali proveniente dall'interno di Goa. Panaji, che si trova sulle rive del Mandovi, ha un porto minore, che veniva usato per il trasporto passeggeri su nave a vapore tra Goa e Mumbai fino alla fine degli anni ottanta.

## Società

### Evoluzione demografica
Un nativo di Goa è chiamato goan in inglese, goenkar in lingua konkani, goês (maschile) o goesa (femminile) in portoghese e govekar in marathi. Con una popolazione di 1 457 723 residenti nel 2011 e un territorio di 3702 km², per una densità di popolazione di 393,77 ab./km², è il quarto Stato meno popolato dell'India, dopo Sikkim, Mizoram e Arunachal Pradesh, e il più piccolo. La popolazione è cresciuta a un tasso del 14,9% per decade. Il 49,77% della popolazione vive nelle aree urbane. La popolazione è costituita da 960 femmine ogni 1 000 maschi. Il tasso di natalità era di 15,70 per 1 000 persone nel 2007.
Induismo (65,8%), Cristianesimo (26,7%) e Islamismo (6,8%) sono le tre principali religioni a Goa. La Chiesa cattolica romana arrivò ai tempi della colonizzazione, che iniziò nel 1498 quando l'esploratore portoghese Vasco da Gama arrivò sulla costa del Malabar. Con l'arrivo dell'Inquisizione nel 1560, una vasta parte della locale popolazione divenne cattolica. I cattolici goani costituiscono la maggiore comunità cristiana dello Stato, in cui si trova anche una piccola comunità ebraica.
Le maggiori città di Goa sono Margao, Mormugao, Mapusa e Panaji, la capitale. A seguito dello sviluppo demografico e urbanistico degli ultimi decenni, la regione che collega le ultime quattro città è considerata de facto una conurbazione, o un'area urbana più o meno continua.

### Lingue e dialetti
La lingua konkani, scritta in alfabeto devanagari, è la lingua ufficiale di Goa, secondo il The Goa, Daman and Diu Official Language Act del 1987. Tale provvedimento riconosce valore legale anche alla lingua marathi e alla lingua inglese, che possono essere usate per tutti gli scopi ufficiali. La lingua portoghese è ancora parlata da una piccola minoranza della popolazione.